# دنیس ۶۶۷

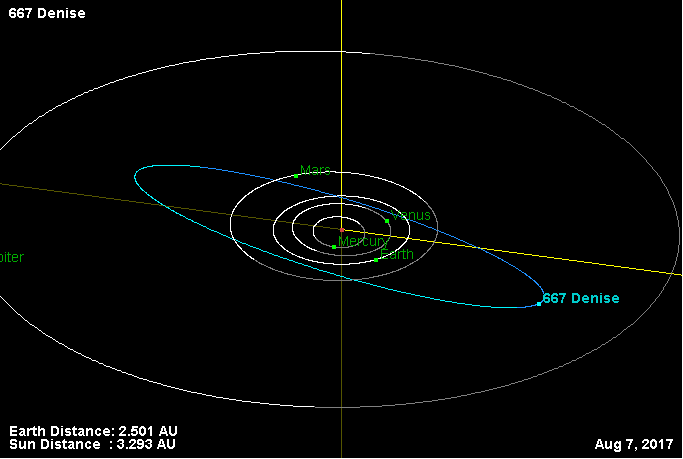
نمایی از محل قرارگیری سیارک دنیس ۶۶۷ در مدار – ۲۰۱۷

سیارک ۶۶۷ (به انگلیسی: 667 Denise، نامگذاری:1908DN) ششصد و شصت و هفتمین سیارک کشف شده‌است که در ۲۳ ژوئیه ۱۹۰۸ و در هایدلبرگ کشف شد.
قدر مطلق سیارک برابر ۸٫۹۰ است.